# Trongisvágur
Trongisvágur este un oraș din Insulele Faroe.